# Wilkniss Mountains
Wilkniss Mountains är ett berg i Antarktis. Det ligger i Östantarktis. Nya Zeeland gör anspråk på området. Toppen på Wilkniss Mountains är 2 340 meter över havet.
Terrängen runt Wilkniss Mountains är huvudsakligen kuperad, men österut är den bergig. Trakten är obefolkad. Det finns inga samhällen i närheten.